# Naturdenkmal Eiche bei Apollmicke
Das Naturdenkmal Eiche bei Apollmicke ist eine Eiche mit einem Stammdurchmesser von etwa 2,50 m und steht nordwestlich vom Ensthof im Stadtgebiet von Meschede. Der Baum 2020 durch den Kreistag des Kreises Olpe als Naturdenkmal (ND) mit dem Landschaftsplan  Nr. 5 Rothaarvorhöhen zwischen Olpe und Altenhundem ausgewiesen.
Zum Reiz und dem Wert des ND führt der Landschaftsplan auf: „Aufgrund ihrer besonderen und vollendeten Wuchsform ist die Eiche eine Einzelschöpfung der Natur. Die Eiche bildet zusammen mit dem Fachwerkhaus ein landschaftsprägendes Ensemble.“

## Schutzzweck
Die Ausweisung erfolgt laut Landschaftsplan: „Die Festsetzung erfolgt zur Erhaltung der Eiche, die aufgrund ihrer Eigenart und Schönheit das Landschaftsbild in besonderem Maße prägt und belebt.“